# دنيس س. براون
دنيس س. براون (بالإنجليزية: Dennis C. Brown)‏ هو ملحن أمريكي، ولد في 1948.

## وصلات خارجية
- دنيس س. براون على موقع IMDb (الإنجليزية)
- دنيس س. براون على موقع ميوزك برينز (الإنجليزية)
- دنيس س. براون على موقع ديسكوغز (الإنجليزية)
- دنيس س. براون على موقع قاعدة بيانات الفيلم (الإنجليزية)